# Funzione speciale
In matematica sono chiamate funzioni speciali delle specifiche funzioni di variabili reali o complesse a valori reali o complessi che hanno proprietà che le rendono utili in diverse applicazioni e che rendono opportuno il loro studio sistematico, soprattutto per quanto riguarda le loro applicazioni computazionali e le loro connessioni con altre funzioni, equazioni differenziali e di altri generi e altre strutture non necessariamente continue.

## Descrizione
Esempi di funzioni speciali sono le funzioni trigonometriche, le armoniche cilindriche e sferiche. Non esiste una teoria unitaria delle funzioni speciali: accade invece che alcune loro proprietà sono studiate nell'ambito di discipline matematiche di ampia portata come l'analisi matematica, l'analisi funzionale e la teoria delle funzioni olomorfe, altre sono inquadrate da teorie che considerano famiglie abbastanza ampie di funzioni ma caratterizzate di proprietà relativamente specifiche, come il calcolo umbrale o la teoria delle rappresentazioni dei gruppi di Lie, altre ancora sono esaminate a partire da proprietà peculiari, ad esempio a partire da determinate equazioni differenziali ordinarie. Nonostante questa mancanza di unitarietà ma in considerazione dell'importanza dell'argomento, la classificazione MSC2000 prevede un codice primario (33-XX) per le ricerche in questo settore.
Mentre la trigonometria e le relative funzioni sono solidamente codificate, come è risultato chiaro agli esperti di matematica fin dal XVIII secolo (se non da prima), la ricerca di teorie complete e unificanti per le funzioni speciali è continuata fin dal XIX secolo. Un periodo di importanti risultati si è avuto tra il 1850 e il 1900 con lo sviluppo della teoria delle funzioni ellittiche; hanno potuto essere pubblicati trattati sostanzialmente completi  costituenti manuali con tutte le identità di base soddisfatte da queste funzioni. Questa teoria si basava sulle tecniche dell'analisi complessa e da allora la teoria delle funzioni analitiche, che già aveva consentito di unificare funzioni trigonometriche e funzione esponenziale, è stata riconosciuta come strumento fondamentale. Verso la fine del XIX secolo si è inoltre sviluppata un'ampia discussione delle armoniche sferiche.
Naturalmente l'aspirazione ad un'ampia teoria capace di includere quanti più possibili risultati sulle funzioni speciali conosciute ha una forte valenza intellettuale; conviene tuttavia notare che vi sono altre ragioni per ricercarla. Per molto tempo le funzioni speciali sono state considerate appartenere al dominio della matematica applicata e le applicazioni alle scienze fisiche e all'ingegneria hanno determinato l'importanza di tali funzioni. Prima della disponibilità del computer, la presentazione di una funzione speciale andava conclusa con tavole il più possibile complete e precise dei suoi valori numerici (calcolati manualmente). Queste tavole numeriche (come le familiari tavole dei logaritmi) erano un prodotto che richiedeva notevole impegno, anche finanziario, finalizzato a rendere effettivamente utilizzabile la funzione. Gli aspetti dello studio delle funzioni speciali che allora contavano maggiormente erano due:
- la scoperta di sviluppi in serie o di altre espressioni analitiche che consentissero di calcolare efficientemente i valori numerici (con interessanti ricadute sull'analisi numerica);
- la possibilità di ricondurre ad una particolare funzione il maggior numero possibile di funzioni speciali.

Questi aspetti si contrappongono agli approcci tipici della matematica pura: analisi asintotica, continuazione analitica e monodromia nel piano complesso, e scoperta di proprietà di simmetria e di altre strutture sotto la facciata delle numerose formule specifiche che si erano individuate. Tra i due tipi di approcci comunque non si ha un reale conflitto.
La teoria delle funzioni speciali nel XX secolo ha visto lo sviluppo di molti nuovi punti di vista. Il classico testo A Course of Modern Analysis di Edmund Taylor Whittaker e George Neville Watson, noto come il Whittaker & Watson, costituisce un'esposizione unitaria della teoria mediante le variabili complesse. Il volume di George Neville Watson, The theory of Bessel functions, del 1922, ha spinto molto avanti le tecniche concernenti gli sviluppi asintotici per un'importante classe di funzioni speciali. Intorno al 1950 il Bateman manuscript project ha prodotto una raccolta enciclopedica dei risultati, proprio quando lo sviluppo del calcolo elettronico stava per cambiare le motivazioni della teoria togliendo il primato alla compilazione di tavole numeriche. La teoria dei polinomi ortogonali ha una portata limitata ma ben focalizzata. Le serie ipergeometriche hanno costituito una teoria complessa e di ampia portata, ancora molto attuale e bisognosa di sistemazioni concettuali. 
La teoria dei gruppi di Lie, e in particolare la teoria delle rappresentazioni, generalizza la trattazione basata sulla simmetria delle funzioni sferiche e dal 1950 in poi parti sostanziali della teoria precedente hanno potuto essere riformulate in termini di gruppi di Lie. A partire dagli anni 1960 lo sviluppo della combinatoria algebrica (in particolare con il moderno calcolo umbrale, con la nozione di funzione generatrice e con il collegamento alle specie di strutture di André Joyal, ha rinnovato i punti di vista e gli interessi di parti tradizionali della teoria. Le congetture di Ian Macdonald hanno aiutato ad aprire ampi e vivaci nuovi campi di ricerca con tipici orientamenti verso le funzioni speciali. Le equazioni alle differenze hanno cominciato a affiancarsi alle equazioni differenziali per svolgere il ruolo delle sorgenti di funzioni speciali.
In teoria dei numeri sono state studiate tradizionalmente alcune funzioni speciali, come particolari serie di Dirichlet e forme modulari. In esse sono rispecchiati quasi tutti gli aspetti della teoria delle funzioni speciali e in particolare alcuni piuttosto recenti emersi dalla teoria del cosiddetto monstrous moonshine.